# Jason BeDuhn
Jason David BeDuhn (né en 1963) est un historien de la religion et de la culture, actuellement professeur d'études religieuses à l'université du Nord de l'Arizona.

## Éducation
BeDuhn est titulaire d'une licence en études religieuses de l'université de l'Illinois à Urbana-Champaign, d'un M.T.S. en Nouveau Testament et origines chrétiennes de la Harvard Divinity School, et d'un doctorat en étude comparative des religions de l'université de l'Indiana à Bloomington.

## Prix
BeDuhn a reçu le prix du meilleur premier livre de l'Académie américaine des religions en 2001 pour son livre The Manichaean Body in Discipline and Ritual, remarquable par son analyse des religions en tant que systèmes de pratique orientés vers des objectifs et rationalisés dans des modèles particuliers de la réalité.
Il est nommé Bourse Guggenheim en 2004.

## Conseil australien de la recherche
BeDuhn participe à un projet de collaboration, achevé en 2019, pour éditer et traduire un ancien manuscrit manichéen copte, grâce à un financement de la National Endowment for the Humanities et du Conseil australien de la recherche.

### Livres publiés
- The Manichaean Body in Discipline and Ritual, Baltimore: Johns Hopkins University Press, 2000 (ISBN 9780801862700, OCLC 51494045)
- Truth in Translation: Accuracy and Bias in English Translations of the New Testament, Lanham: University Press of America, 2000 (ISBN 9780761825562)
- Augustine's Manichaean Dilemma, 1: Conversion and Apostasy, 373-388 C.E., Philadelphia: University of Pennsylvania Press, 2010 (ISBN 9780812207422, OCLC 910104565)
- Augustine's Manichaean Dilemma, 2: Making a Catholic Self, 388-401 C.E., Philadelphia: University of Pennsylvania Press, 2013 (ISBN 9780812207859, OCLC 922641347)
- The First New Testament: Marcion's Scriptural Canon, Salem: Polebridge, 2013 (ISBN 9781598151312, OCLC 857141226)